# Cayur
Cayur is een bestuurslaag in het regentschap Tasikmalaya van de provincie West-Java, Indonesië. Cayur telt 5917 inwoners (volkstelling 2010).